# Al-Hattani
Al-Hattani – wieś w Syrii, w muhafazie Aleppo, w dystrykcie As-Safira. W 2004 roku liczyła 598 mieszkańców.